# 王愫

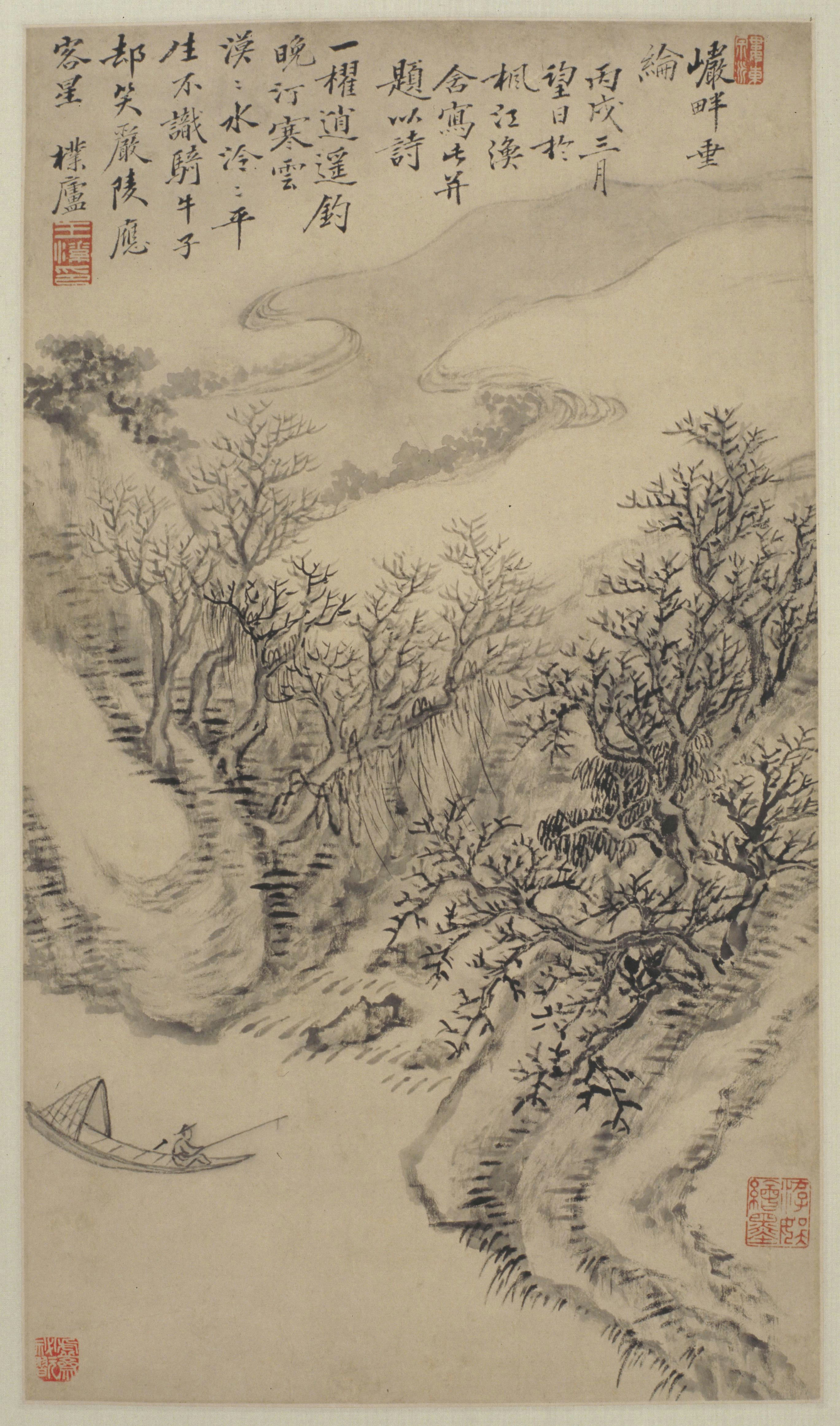
王愫《巖畔垂綸圖》（北京故宫博物院藏）

王愫（？—？），字存素，號樸廬，自稱林屋山人，江蘇太倉州（今江蘇太倉市）人，清代畫家、詩人。王時敏曾孫，王原祁侄。筆墨仿元人，多以干墨重筆皴擦，得簡淡、秀潤之妙，與王昱、王宸、王玖合稱“小四王”。
著《林屋詩餘》、《樸廬存稿》（附論畫一卷）傳世。